# Best of Hilary Duff
Best of Hilary Duff är ett musikalbum med Hilary Duff från 2008. Detta album är Duffs tredje samlingsalbum.

## Låtlista
1. Reach Out (inte tidigare utgiven) - 4:14
2. Holiday (inte tidigare) - 4:06
3. Stranger (från albumet Dignity) - 4:14
4. With Love (New Edit) (från albumet Dignity) - 3:03
5. Play With Fire (från albumet Dignity) - 3:01
6. Dignity (från albumet Dignity) - 3:43
7. Wake Up (från albumen Most Wanted och Most Wanted The Collector's Signature Edition) - 3:38
8. Fly (från albumet Hilary Duff) - 3:42
9. Come Clean (2008 Remix) (från albumet Metamorphosis) - 3:34
10. So Yesterday (från albumet Metamorphosis) - 3:35
11. Why Not? (från albumen The Lizzie McGuire Movie Soundtrack och Metamorphosis) - 2:59
12. Beat Of My Heart (från albumen Most Wanted och Most Wanted The Collector's Signature Edition) - 3:09
13. Reach Out (inte tidigare utgiven) (Richard Vission Remix) - 6:16
14. Holiday (inte tidigare utgiven) (Bermudez-Chico remix) - 4:08
15. Stranger (från albumet Dignity) (Smax & Gold Club Mix) - 8:47
16. With Love (från albumet Dignity) (Bimbo Jones Club Mix) - 6:44

## Singel
- Reach Out med The Prophet